# Amphoriscus dohrni
Amphoriscus dohrni är en svampdjursart som beskrevs av Sarà 1960. Amphoriscus dohrni ingår i släktet Amphoriscus och familjen Amphoriscidae. Inga underarter finns listade i Catalogue of Life.